# あなたのオモチャ
『あなたのオモチャ』は、長江朋美による日本の漫画作品。
『プチコミック』（小学館）にて連載されていた。続編に「もっとあなたのオモチャ」「もっと×2あなたのオモチャ」「もっと×3あなたのオモチャ」、『姉系プチコミック』（同）にて2010年から2016年まで連載された「あなたのオモチャ 新婚編」がある。
普通の女子大生・るいが、中学校時代の同級生で、人気ホストになった蓮司（れんじ）と再会、恋人同士となり愛を育んでいく物語。

## 登場人物
逸川 るい（いつかわ るい）
中学の卒業前に、好きだった蓮司に告白しようとロッカーに手紙を入れたが、書いておいた場所に彼が来ず、振られたのだと悟った。大学生のある日、再度男に振られて傷心していた時、友人に連れられて行ったホストクラブで蓮司に再会し、中学時代の誤解が解け、恋人になる。純真で無防備、容姿は地味でセンスがない。両親・妹・祖父との5人家族。ホストという職業に偏見を持つ父親から蓮司との交際を強く反対されるが、根気よく彼への愛情を主張し、認めてもらう。
塚田 蓮司（つかだ れんじ）
新宿のホストクラブ「愛羅」の人気ホスト。るいの中学生時代の同級生。るいのことが好きで、気弱でいじめられやすかったるいをよく庇っていた。イケメンで女子からもてたため、庇われるるいを妬んだ女子らのいたずらで手紙をすり変えられ、るいの気持ちを誤解していた。誤解が解けた後は、るいだけが心が安らぐ存在となる。自身は内縁の妻の子であり、その母の死後に父親に引き取られ、更に現在の継母は父が本妻との離婚後に再婚した別の女性であるなど複雑な家庭に育ったため家族とは折り合いが悪く、高校卒業後に家出同然で飛び出してからは一度も家に帰っていない。

## 書誌情報
- 長江朋美、小学館〈フラワーコミックス・新婚編はフラワーコミックスα〉
  1. 『あなたのオモチャ』 2000年3月25日発売、ISBN 4-09-137504-9
    - 新装版：2013年6月10日発売、ISBN 978-4-09-135310-8

  2. 『もっとあなたのオモチャ』 2003年8月23日発売、ISBN 4-09-137512-X
    - 新装版：2013年6月10日発売、ISBN 978-4-09-135320-7

  3. 『もっと×2あなたのオモチャ』 2004年7月26日発売、ISBN 4-09-130010-3、「逃げないでベイビー」収録
  4. 『もっと×3あなたのオモチャ』 2006年4月26日発売、ISBN 4-09-130420-6、「気分しだいで攻めないで」「結婚行進曲（番外編）」収録
- 『あなたのオモチャ 新婚編』
  1. 2011年09月09日発売、ISBN 978-4-09-134009-2
  2. 2010年09月10日発売、ISBN 978-4-09-134615-5
  3. 2013年06月10日発売、ISBN 978-4-09-135253-8
  4. 2014年06月10日発売、ISBN 978-4-09-135804-2
  5. 2015年04月10日発売、ISBN 978-4-09-137090-7
  6. 2015年10月09日発売、ISBN 978-4-09-137747-0
  7. 2016年06月10日発売、ISBN 978-4-09-138416-4
  8. 2017年02月10日発売、ISBN 978-4-09-139230-5